# Pia Gideon
Pia Magnhild Helena Gideon, född 28 juli 1954 i Revinge församling, är en svensk civilekonom och journalist.

## Biografi
Gideon föddes som dotter till sjuksköterskan Lena Gideon, född Söhrman (1912-1975) och officeren i pansartrupperna Bengt Gideon (1922-2005). Gideon var tidigare gift med Håkan Sörman, med vilken hon har en dotter (född 1986) och son (född 1989). Sedan 1998 är hon gift med journalisten Bo Pettersson.
Efter HHS-examen 1982 var hon finansanalytiker på Sparbankernas bank (nu Swedbank) och arbetade sedan som analytiker, reporter och krönikör på Dagens industri och Veckans affärer 1986 - 1996.  Ett uppmärksammat avslöjande var att BPA-chefen Göran Lövgren fått ett på den tiden uppseendeväckande avgångsvederlag, vilket ledde till att LO-ordföranden Stig Malm tvingades avgå. Före och efter Ericssonkarriären var hon knuten till konsultfirmorna JKL och Gaia Leadership.
Under ett drygt decennium arbetade hon inom Ericssonkoncernen, där hon var informationschef 1998-2005.    Idag (2024) är hon styrelseordförande i Qlucore, och ledamot i Apoteket AB, Devyser och Scandi Standard.
Hon leder sedan 2014 Styrelseakademiens ordförandeutbildning och har genom åren suttit i styrelserna för bland annat teknikbolagen Semcon och Proact, medieanalysföretaget Cision, statliga anläggningskoncernen Svevia[källa behövs] samt det då börsnoterade fastighetsbolaget Klövern, där hon var ordförande 2016-2021.